# Something Happened on the Way to Heaven
Something Happened on the Way to Heaven ist ein Popsong von Phil Collins aus dem Jahr 1989, der im April 1990 als dritte Single, in den USA im Juli 1990 als vierte Single aus dem Album …But Seriously erschien.

## Entstehung und Inhalt
Something Happened on the Way to Heaven wurde von Phil Collins mit dem Gitarristen Daryl Stuermer geschrieben und von Collins und Hugh Padgham produziert. Es handelt sich um einen in schnellerem Tempo gespielten Song mit Elementen von Pop und Rock unter Verwendung von Bläsern wie E-Gitarre. Im Songtext entschuldigt sich der Protagonist bei der geliebten Person für in einer Beziehung gemachte Fehler und ermuntert sie, es noch einmal zu versuchen. Der Song wurde ursprünglich als Schlusssong für den Soundtrack des Films Der Rosenkrieg geschrieben, doch von den Produzenten nicht genommen.

## Veröffentlichung und Rezeption
Der Song wurde am 16. April 1990 als dritte Single aus Collins’ Album …But Seriously ausgekoppelt, nur in den USA und Kanada erschien die Single erst im Juli 1990, nachdem dort Do You Remember? zuerst ausgekoppelt worden war. Something Happened on the Way to Heaven erreichte wie der Vorgänger Platz vier der Billboard-Charts und Platz eins in Kanada, dort war er die vierte Nummer eins in Folge. In Deutschland wie in der Schweiz erreichte der Song Platz 26, im Vereinigten Königreich Platz 15 und in Frankreich Platz 35.

## Coverversionen
Eine Coverversion existiert von Deborah Cox.

## Musikvideo
Das Musikvideo ist teils aus der Perspektive eines kleinen Hundes gedreht, der rund um eine Probe der Band allerlei Schabernack treibt. So bedient er sich am Büffet und erleichtert sich zu Füßen eines Hintergrundsängers sowie von Bassist Leland Sklar. Auch spielt er zwischenzeitlich an Collins’ Keyboard und stibitzt einen Stick von Collins’ Schlagzeug.